# Pure Love
Pure Love é uma telenovela filipina exibida pela ABS-CBN entre 7 de julho e 14 de novembro de 2014, estrelada por Alex Gonzaga e Yen Santos. É um remake da série sul-coreana 49 Days.

## Elenco

### Elenco principal
- Alex Gonzaga como Diane Santos
- Yen Santos como Ysabel Espiritu

### Elenco de apoio
- Matt Evans como Jake / The "Scheduler"
- Joseph Marco como Dave Martinez
- Arjo Atayde como Raymond de la Cruz
- Yam Concepcion como Kayla
- Anna Luna como Jackie
- Arron Villaflor como Ronald
- Sunshine Cruz como Lorraine Santos
- John Arcilla como Peter Santos

### Elenco estendida
- Christian Vasquez
- Rey "PJ" Abellana como Erwin
- Ana Capri como Julia
- Dante Ponce
- Sue Prado
- Bart Guingona como Danny
- Shey Bustamante
- Deniesse Aguilar
- Wendy Tabusalla
- Jacob Benedicto
- Cess Visitacion
- Carlo Romero